# Paratada griseomarginalis
Paratada griseomarginalis är en fjärilsart som beskrevs av Rothschild 1916. Paratada griseomarginalis ingår i släktet Paratada och familjen nattflyn. Inga underarter finns listade i Catalogue of Life.